# Sphinx coxeyi
Sphinx coxeyi är en fjärilsart som beskrevs av Cadbury. 1931. Sphinx coxeyi ingår i släktet Sphinx och familjen svärmare. Inga underarter finns listade i Catalogue of Life.